# Uedem

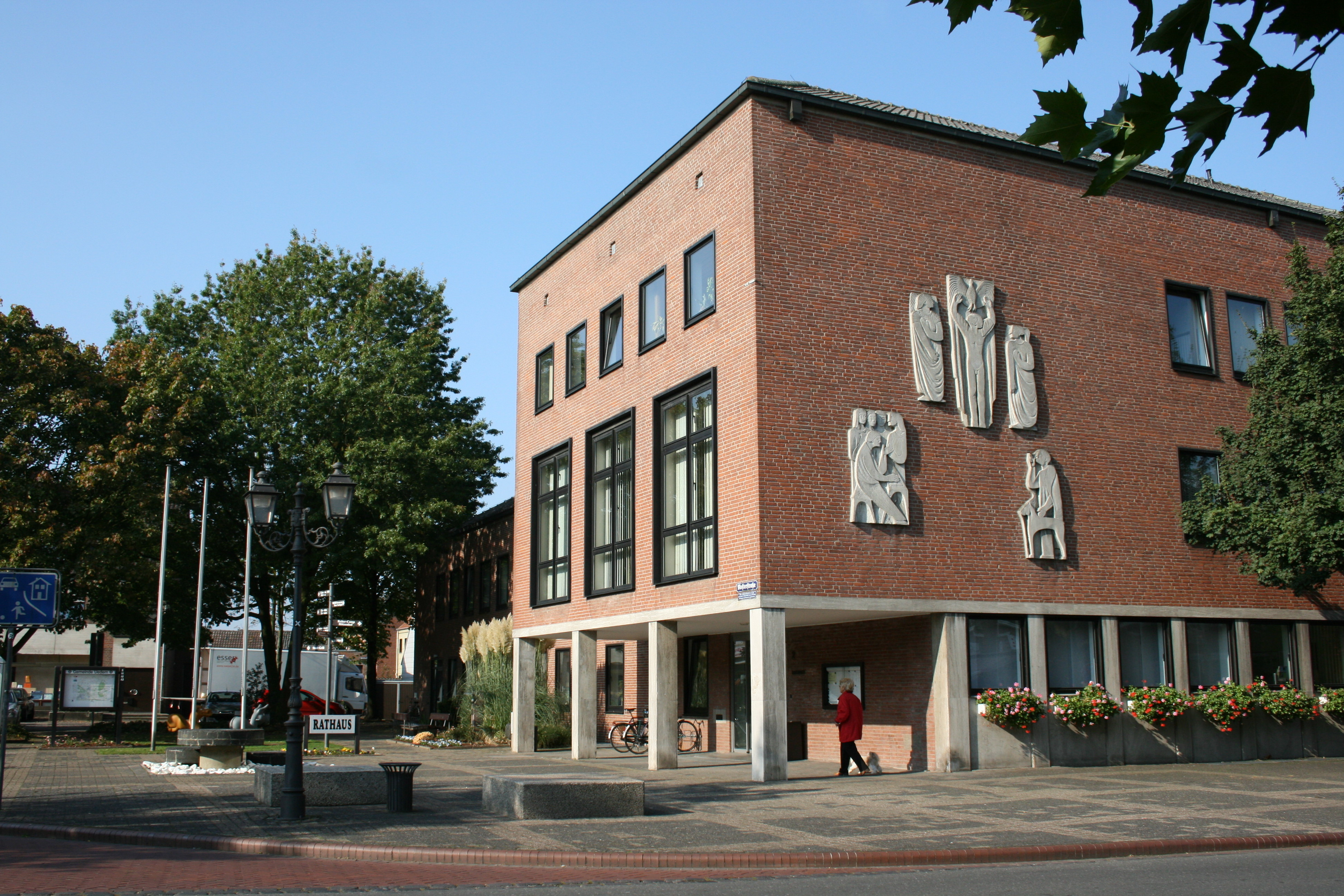
Uedemer Rathaus

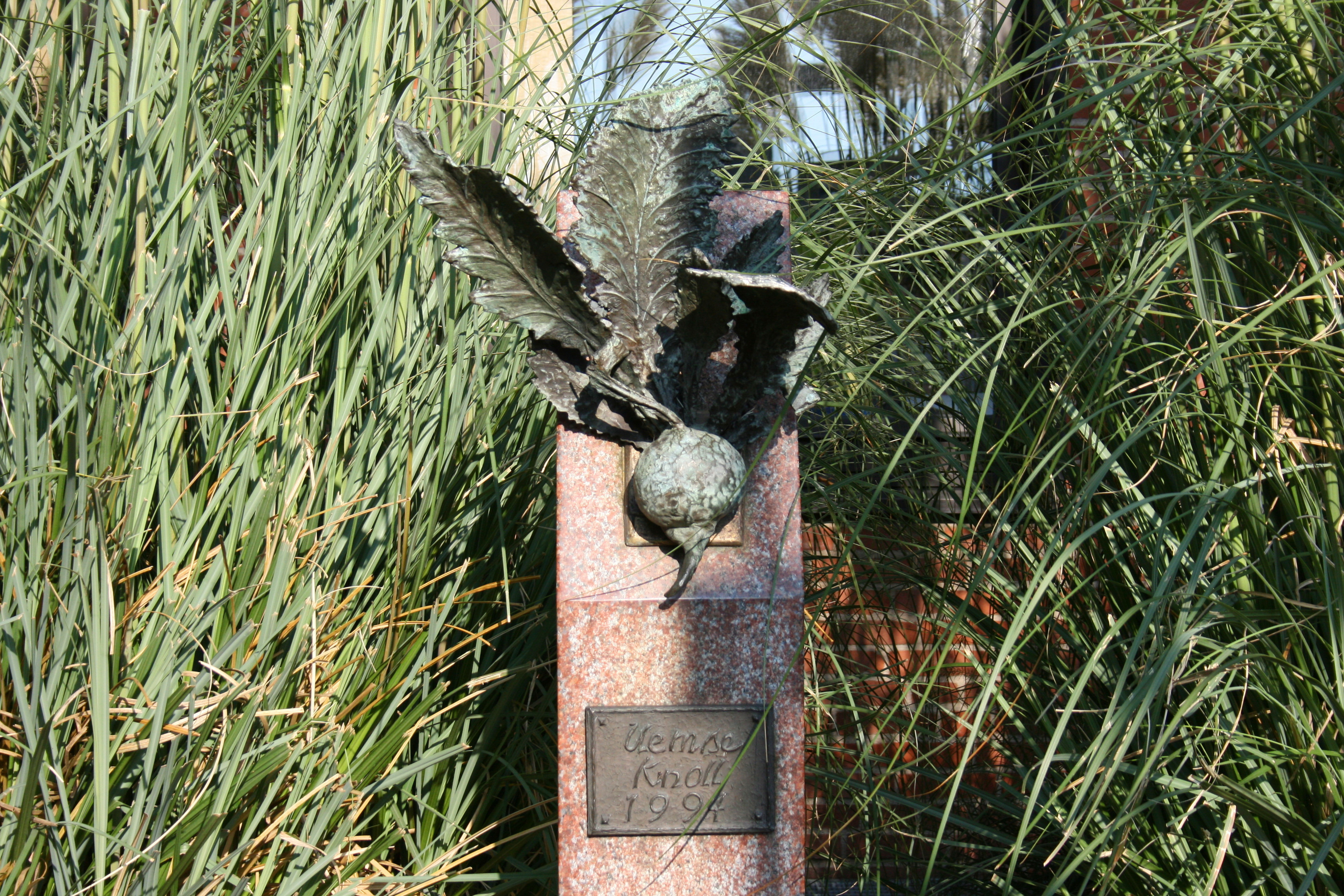
„Uemse Knoll“

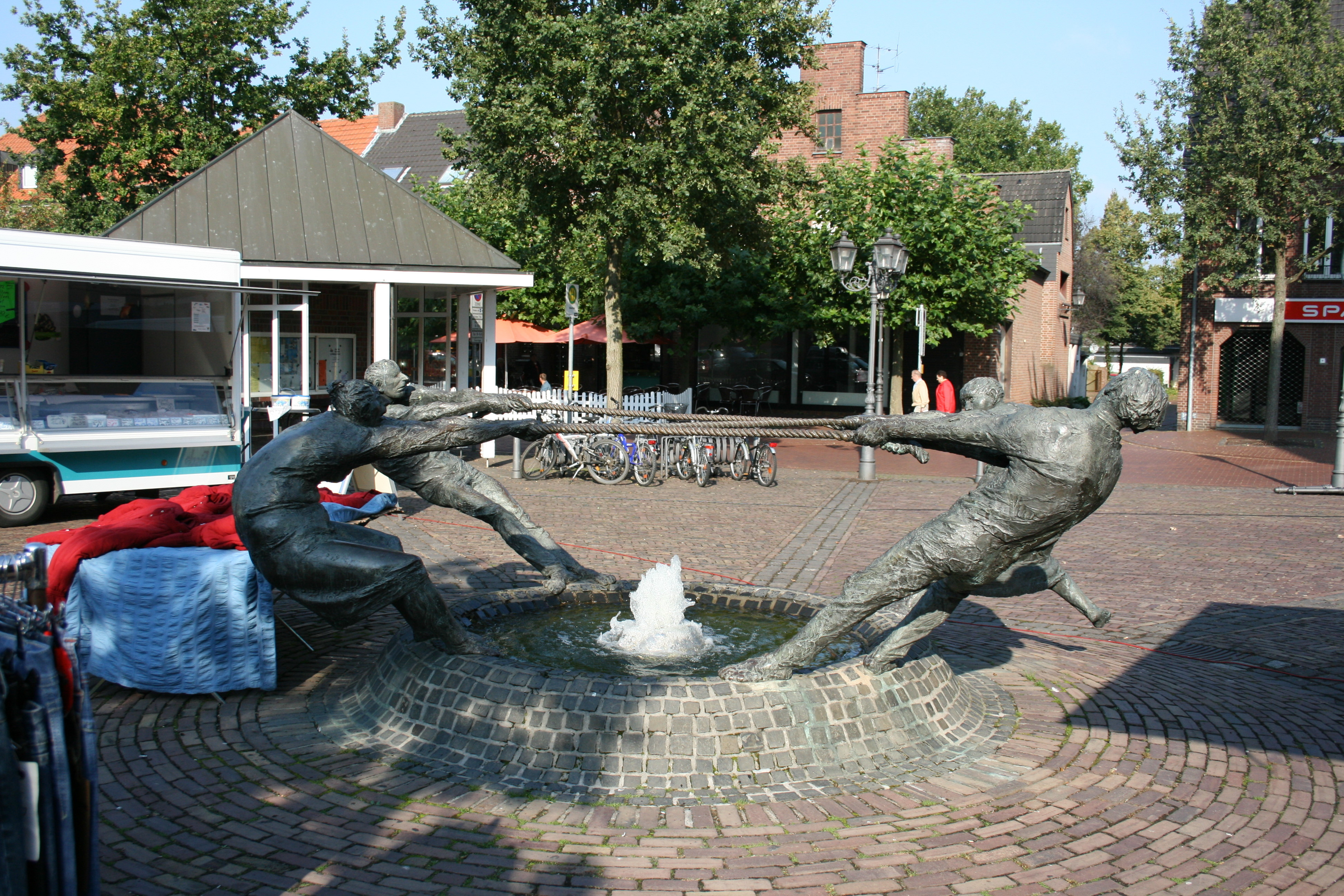
Brunnen auf dem Marktplatz

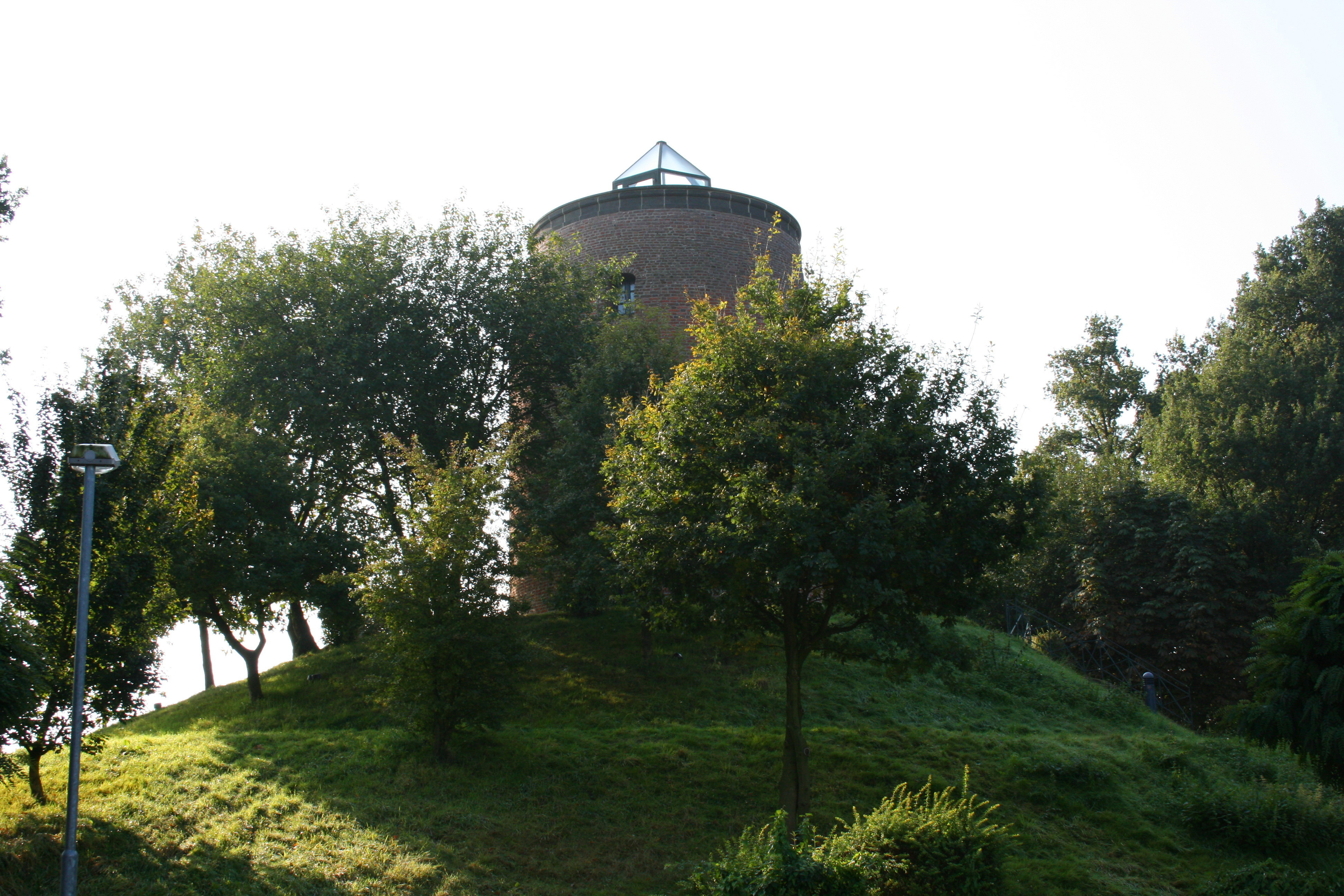
Hohe Mühle

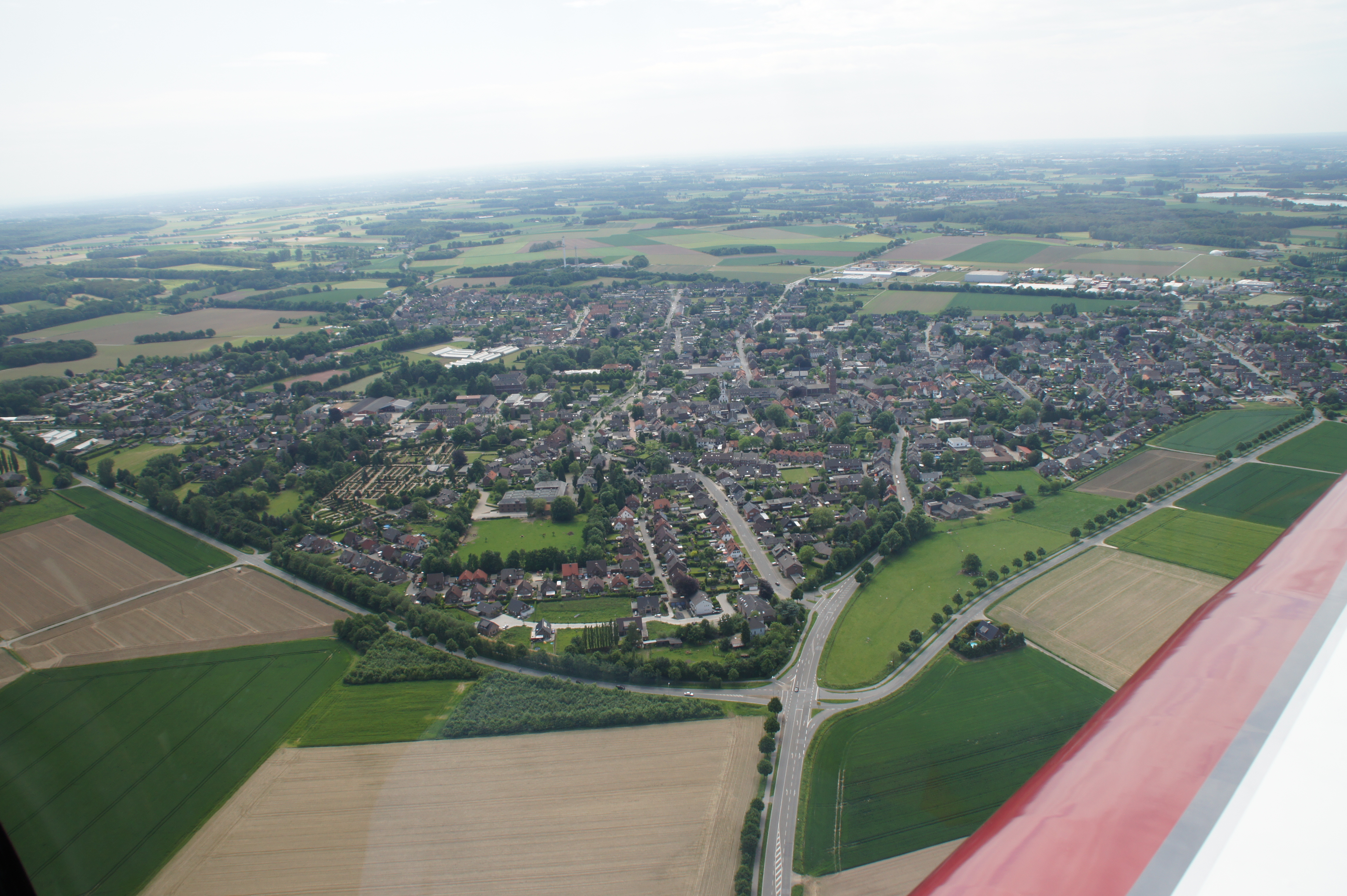
Ansicht von Norden

Die Gemeinde Uedem [ˈyːdəm] liegt nahe dem unteren linken Niederrhein im Nordwesten von Nordrhein-Westfalen und ist eine kreisangehörige Gemeinde des Kreises Kleve im Regierungsbezirk Düsseldorf. Sie ist Mitglied der Euregio Rhein-Waal.

## Geografie

### Ausdehnung des Gemeindegebiets
Die Gemeinde Uedem hat 8.568 Einwohner (Stand: 31. Dezember 2023) auf einer Fläche von 61 km². Uedem hat vier Ortsteile:
- Uedem (6.057 Einwohner, 5,52 km²)
- Keppeln (1.584 Einwohner, 19,29 km²)
- Uedemerbruch (553 Einwohner, 22,86 km²)
- Uedemerfeld (374 Einwohner, 13,27 km²)

Das Naturschutzgebiet Uedemer Hochwald liegt vollständig im Gemeindegebiet.

### Nachbargemeinden/-städte
Die Gemeinde Uedem grenzt im Norden an die Gemeinde Bedburg-Hau und die Stadt Kalkar, im Osten an die Stadt Xanten und die Gemeinde Sonsbeck (beide Kreis Wesel), im Süden an die Stadt Kevelaer und die Gemeinde Weeze sowie im Westen an die Stadt Goch.

## Geschichte
- In Keppeln wurde ein Gräberfeld aus der römischen Kaiserzeit ausgegraben.[3]
- Nach archäologischen Funden seit der ersten Hälfte des 7. Jahrhunderts n. Chr. besiedelt.[4]
- 863 erste bekannte urkundliche Erwähnung als „in Odeheimero marca“ (in der Uedemer Mark).[5]
- Der Ortsname ist ein -heim-Name auf den Personennamen Udo; Namensformen in den frühen Quellen sind: Odeheimero, Uodheim, Udem, Uodem, Uedem, Oedeheym, Othehem.[6] Das ursprüngliche Dehnungs-e wird heutzutage als Umlaut gesprochen.
- Erste Erwähnung von Keppeln (1173), Uedemerbruch und Uedemerfeld (13. Jahrhundert).
- Kirche St. Laurentius in Uedem zum Jahr 1266 erstmals erwähnt und um 1300 als Pfarrkirche belegt. Der ursprüngliche Bau bestand jedoch mindestens seit um 1200 n. Chr.[7]
- 5. Januar 1359 erste Stadtprivilegien durch Graf Johann von Kleve.
- 1. Mai 1359 Befreiung aus der Hörigkeit – „Xantener Vertrag“.
- Nach der Besetzung des Rheinlandes durch französische Truppen 1797 Verlust der Stadtrechte (1798) und Bildung der Bürgermeisterein (französisch Mairie) Uedem (französisch Udem) mit den Gemeinden Uedem und Uedemerfeld sowie Keppeln mit den Gemeinden Keppeln und Uedemerbruch (Nach 1815 preußisch).
- Im Februar 1945, während des Zweiten Weltkrieges, tobte im nahe gelegenen Klever Reichswald und in der Umgebung von Uedem die große Schlacht im Reichswald (Operation Veritable; ein Teil dieser Operation war die Operation Blockbuster). Auf dem „Totenhügel“ nördlich von Uedem wurden die vorrückenden kanadischen Truppen in die schwerste Panzerschlacht ihrer Geschichte verwickelt.[8] Der Transport der Panzer erfolgte über den Marienbaumer Bahnhof. Die Bombenangriffe auf Marienbaum am 27. und 28. Februar 1945 stoppten diese Versorgung. Ebenfalls war die Schneise zwischen dem Uedemer Hochwald und dem Tüschenwald („Hochwald gap“) Schauplatz schwerer Gefechte.[9]

### Religionen
Die meisten Uedemer sind römisch-katholisch und gehören zur Pfarrkirche St. Laurentius. Zusätzlich existieren in Uedem die beiden Klöster der Gemeinschaft der Seligpreisungen und des Ordens von der Heimsuchung Mariens. Die zweitgrößte Gruppe ist die der evangelischen Gläubigen.
Eine Minderheit ist muslimischen Glaubens.

### Gebietsreform
Die Gemeinde Uedem entstand in der heutigen Form am 1. Juli 1969 beim ersten kommunalen Neugliederungsprogramm in Nordrhein-Westfalen. Die Gemeinden Uedem, Keppeln, Uedemerbruch und Uedemerfeld des Amtes Uedem wurden zur neuen Gemeinde Uedem zusammengeschlossen.
Am 1. Januar 1975 wurde im Zuge des zweiten Neugliederungsprogramms in Nordrhein-Westfalen der Altkreis Kleve mit dem ehemaligen Kreis Geldern und Teilgebieten der Kreise Moers und Rees durch das Niederrhein-Gesetz zum neuen niederrheinischen Großkreis Kleve zusammengefügt.

### Einwohnerentwicklung
Die folgenden Angaben beziehen sich auf das heutige Gebiet der Gemeinde Uedem.
| Jahr | Einwohner |
| ---- | --------- |
| 1975 | 6.496     |
| 1980 | 6.397     |
| 1985 | 6.485     |
| 1990 | 6.822     |
| 1995 | 7.733     |
| 2000 | 8.330     |
| 2005 | 8.458     |

| Jahr | Einwohner |
| ---- | --------- |
| 2010 | 8.218     |
| 2015 | 8.327     |
| 2017 | 8.249     |
| 2018 | 8.328     |
| 2020 | 8.371     |
| 2021 | 8.396     |
| 2022 | 8.513     |

## Politik

### Gemeinderat
Der Rat der Gemeinde Uedem besteht aus insgesamt 24 Mitgliedern.
Seit der letzten Kommunalwahl am 13. September 2020 sind im Gemeinderat
CDU (51,17 %, 13 Sitze),
BÜNDNIS 90/DIE GRÜNEN (17,88 %, 4 Sitze),
SPD (13,69 %, 3 Sitze),
FDP (12,69 %, 3 Sitze) und AfD (4,57 %, 1 Sitz)
vertreten.

### Bürgermeister
Als Bürgermeister der Gemeinde Uedem wurde 2020 Rainer Weber (parteilos – aufgestellt von der CDU) mit 67,65 % der Stimmen wiedergewählt. Sein Gegenkandidat war Dominique Willing (parteilos – aufgestellt von BÜNDNIS 90/DIE GRÜNEN, 32,35 %). Nach seiner Wiederwahl trat Bürgermeister Weber der CDU bei. Die nächste Kommunalwahl findet 2025 statt.

### Wappen
Blasonierung: In Rot die silberne (weiße) Torburg mit drei Türmen, deren mittlerer breiter und höher ist als die begleitenden Seitentürme.
Auf den Dächern goldene (gelbe) Knäufe, im offenen Tor goldenes (gelbes) Fallgitter.
An der Stirnseite des Mittelturms das Klever Landeswappen mit seiner Helmzier (rotes gold (gelb) – gekröntes Stierhaupt) mit seinen rot-weißen Helmdecken.
Bedeutung: Das Wappen der Gemeinde Uedem geht zurück auf das Bild des Stadtsiegels aus dem 14. Jahrhundert (Ewald, Rheinische Siegel, Band III, Tafel 80 Abbildung 2). Dieses Siegel, das wahrscheinlich bei der Verleihung der Stadtrechte durch Graf Johann von Cleve an Uedem im Jahre 1359 eingeführt worden war, existiert heute noch in einem Abdruck aus dem Jahr 1369 im Hauptstaatsarchiv zu Düsseldorf.
Die Farben sind dem Klevischen Stammwappen entnommen.
Das jetzige Wappen ist vom Regierungspräsidenten im Jahr 1971 genehmigt worden.

### Flagge
Die Gemeinde führt folgende Flaggen:
Banner: Rot-weiß-rot längsgestreift. Das Verhältnis der Breiten ist 1 : 3 : 1. Das Gemeindewappen ist in der oberen Hälfte des Mittelstreifens zur Stange hin etwas verschoben.
Hissflagge: Rot-weiß-rot quergestreift. Das Verhältnis der Breiten ist 1 : 3 : 1. Das Gemeindewappen ist im Mittelstreifen zur Stange hin verschoben.

## Kultur und Sehenswürdigkeiten
Am Rathaus befindet sich die Bronzeplastik einer ortsüblichen Zuckerrübe, die „Uemse Knoll“.
Im Osten von Uedem befindet sich die Hohe Mühle, die während der Öffnungszeiten besichtigt werden kann. Darinnen befindet sich auch ein Schuster- und Lederwarenmuseum, welches die traditionelle Uedemer Schuhfabrikation thematisiert.

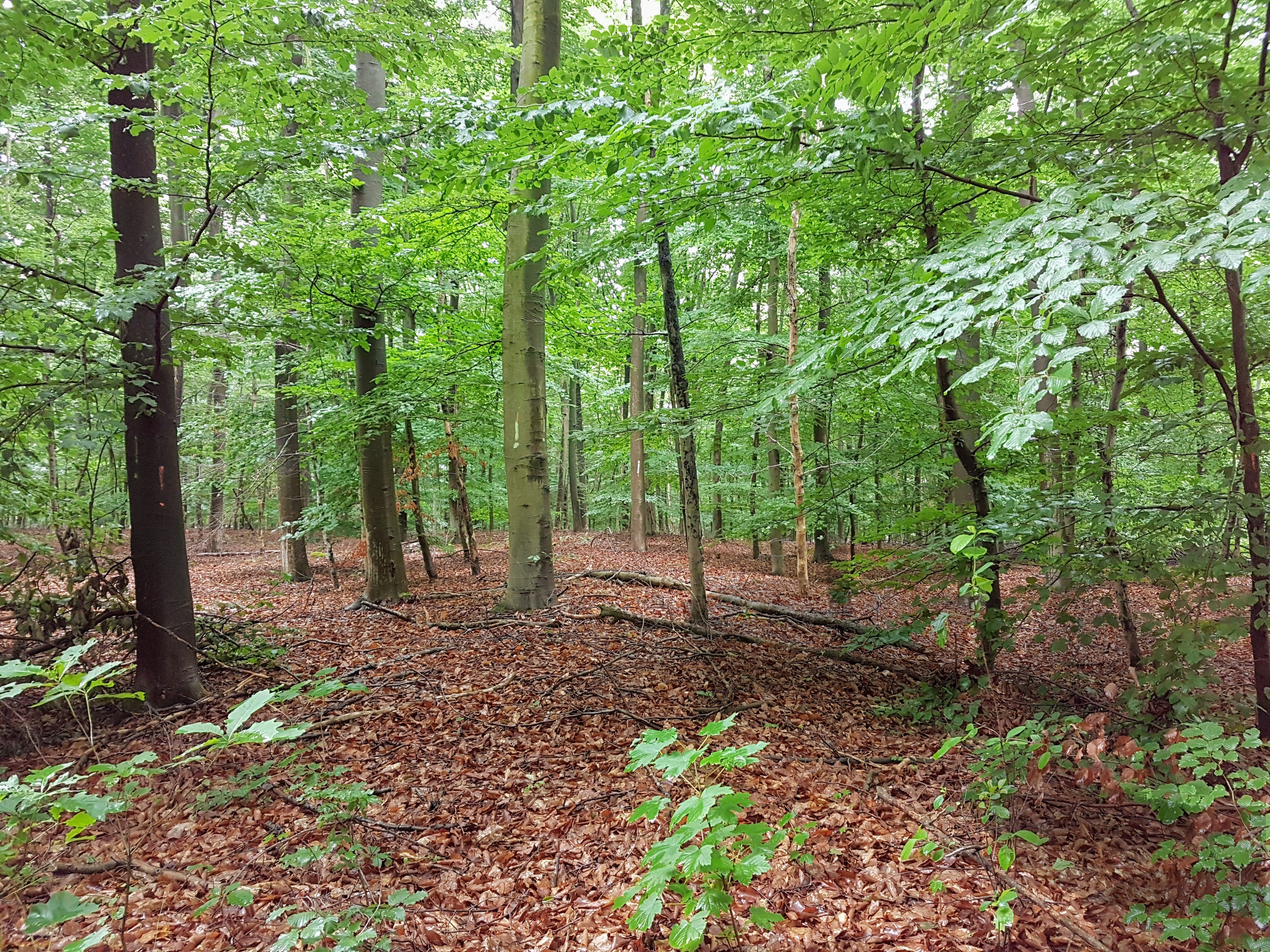
Wall (Mitte) und Graben (rechts) eines der 13 römischen Übungslager im Nordwesten des Hochwaldes

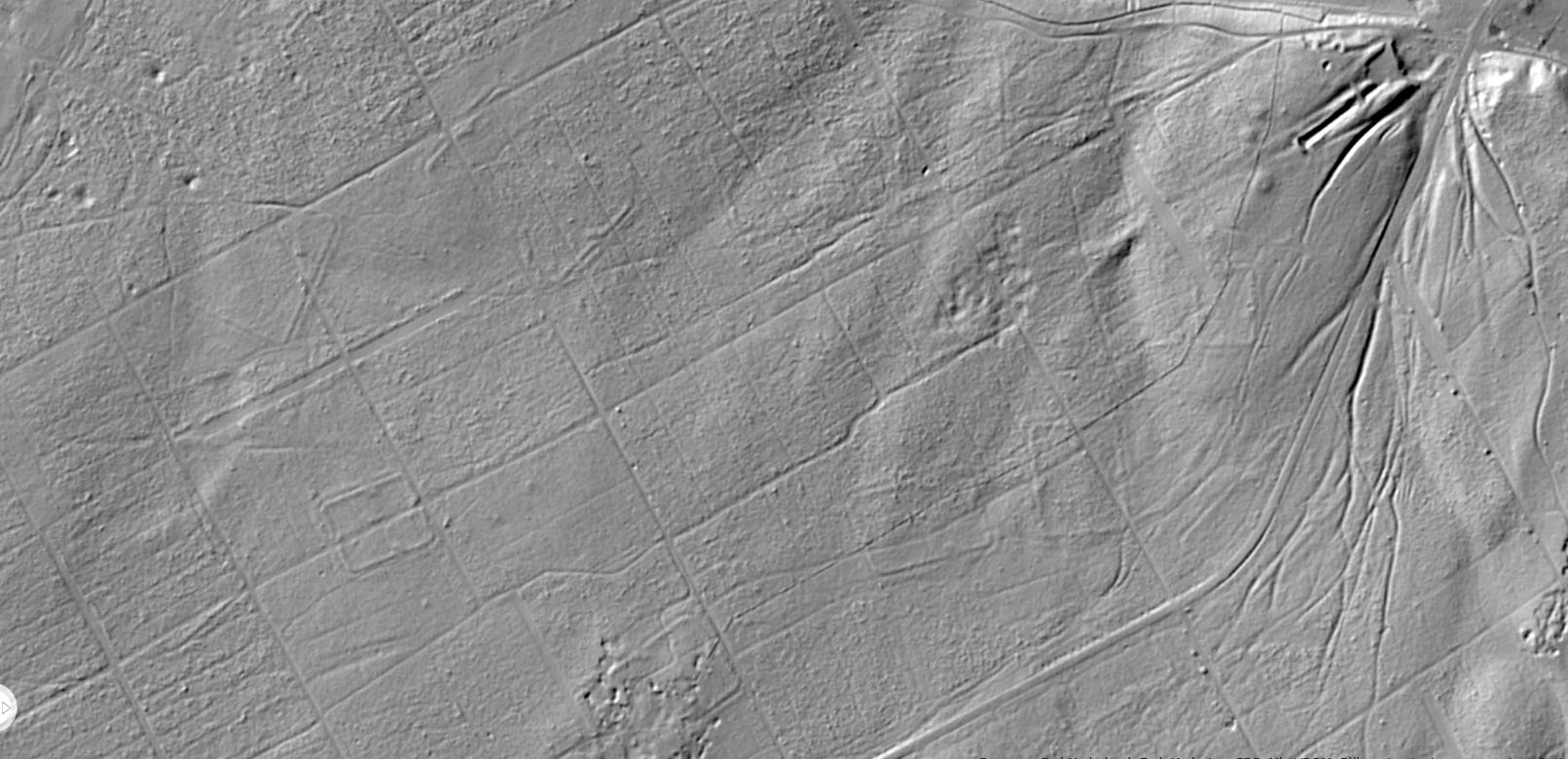
Römische Übungslager – Die Rechtecke mit abgerundeten Ecken liegen zwischen den rechtwinkligen Forstwegen.

Im Uedemer Hochwald findet sich eine europaweit einzigartige Ansammlung von 13 römischen Übungs-Marschlagern, die während Manövern in der Zeit zwischen 1. und 3. Jahrhundert errichtet wurden und noch mit bis zu 0,5 m hohen Wällen außergewöhnlich gut erhalten sind. Sie wurden von vermutlich in Xanten (Vetera Castra) stationierten römischen Soldaten erbaut, indem um ein rechteckiges Areal ein Spitzgraben ausgehoben und der Auswurf auf der Innenseite zu einem Wall aufgeschüttet wurde. Auf den Wall wurden zusätzlich angespitzte Holzpfähle (Pilum murale) gesteckt und untereinander verbunden. Charakteristisch für die Lager sind die abgerundeten Ecken und ein Eingang mit vorgelagertem Wallknick, der ein Stürmen der Tore verhinderte. Ein relativ gut vom Weg aus zu erkennender Wall mit Graben liegt an der Südwestecke der ersten Wegkreuzung des Forstweges, der vom Nordwestrand des Waldes bis zu dem Parkplatz am Bohrloch führt. Bislang (2023) gibt es allerdings keine Hinweisschilder, die Wandernden die Sensation erläutern. Die Erschließung der Fundplätze durch Vermittlungs- und Präsentationsangebote ist jedoch in Vorbereitung. Es sind keine Pläne bekannt, ein Stück Spitzgraben mit Wall und Pilum murale zu touristischen Zwecken zu rekonstruieren.
Im Westteil des Uedemer Hochwaldes befindet sich ein bedeutendes Hügelgräberfeld, vermutlich aus der Hallstattzeit. Läuft man vom Parkplatz der Straße Am Hochwald in nordöstliche Richtung, läuft man nach rund 300 Metern auf das Waldstück zu. Weiter nach Nordosten gehend passiert man mehr als 40 mit Dünensand aufgeschüttete Grabhügel, die im Wald abseits des Weges zu erkennen sind. Zwischen ihnen befinden sich weitere kleine, kaum noch erkennbare Erderhebungen, so dass von einer Gesamtzahl von über 200 Gräbern ausgegangen wird. Bislang (2023) fehlen Informationstafeln, die das Auffinden erleichtern und die Bedeutung im Ausgang der Niederrheinischen Grabhügelkultur erläutern könnten. Pläne, einzelne Hügel zur Anschauung freizuschneiden und wie beispielsweise in Belginum wieder mit Gras zu bepflanzen, sind bislang nicht bekannt geworden.

## Wirtschaft und Infrastruktur

### Wirtschaft
Die traditionelle Industrie in Uedem bestand aus Schuhfabriken und landwirtschaftsbezogenen Verarbeitungsbetrieben.
Außer einer überregional bedeutenden Fabrik für Arbeitssicherheitsschuhe, einer kleineren Werkstatt für orthopädische Schuhe und einem Schuhgroßhandel ist von der ehemals blühenden Schuhindustrie nichts geblieben.
Ortsansässig sind ein Automobilzulieferer, eine Firma für Großelektroanlagen- und Leitungsbau, Steuerungstechnik und Schaltschrankanbau, ein Kartoffelgroßhandel sowie eine Spedition. Die Landwirtschaft spielt weiterhin eine größere wirtschaftliche Rolle, dazu kommt ein ländlicher Tourismus mit Reiterhöfen und Ferien auf dem Bauernhof.
Ein weiterer Wirtschaftsfaktor ist in Uedem die Bundeswehr/NATO.
In einem „Friedenspalast“ betreibt die Maharishi Weltfriedens-Stiftung ein Ayurveda-Gesundheitszentrum.

### Verkehr

#### Straßenverkehr
Der östliche Teil der Schustergemeinde wird täglich durch mehr als 10.000 Fahrzeuge belastet, da die ehemals außerhalb des Ortes verlaufende Umgehungsstraße L5 (Am Kirchhecken/Gustav-Adolf-Straße) durch die fortgeschrittene Ausdehnung der Wohngebiete inzwischen wieder innerorts verläuft. Der Zustand der stark belasteten Straße verschlechtert sich dabei stetig, was eine zunehmende Belastung der Anwohner durch Lärm, Staub und Erschütterungen mit sich bringt. Die angespannte Situation hat mittlerweile eine Interessengemeinschaft gegen die Verkehrsbelastung hervorgebracht. Die Verkehrsinfrastruktur am Niederrhein ist in der Ost-West-Achse unterentwickelt, somit werden alle kleinen Ortschaften durch den Querverkehr zwischen den Autobahnen A 3 und A 57 sowie überregional zwischen dem niederländischen Raum und dem Münsterland stark belastet. Eine neue, nördlich geplante Ortsumgehung für Uedem (L5n) wurde aufgrund fehlender Landesmittel ausgesetzt, der Ausbau der Ost-West-Trasse B 67 als B 67n südlich von Uedem soll dagegen nach den bisherigen Plänen bis 2018 realisiert sein.
Uedem ist durch die Bundesautobahn 57 (E 31) mit einer Abfahrt im Stadtgebiet und die Bundesstraße 67 an das Fernstraßennetz angebunden.

#### Schienenverkehr
In Uedem gibt es keinen Schienenverkehr mehr. Nach den Kriegszerstörungen im Jahre 1945 (Schlacht im Reichswald) wurde der Verkehr von Uedem über Uedemerfeld, Uedemerbruch und Labbeck nach Xanten und Wesel nicht wieder aufgenommen. Der Personenverkehr auf einem Teilstück der Boxteler Bahn von Goch nach Uedem wurde am 26. Mai 1963 eingestellt und der Güterverkehr 1966.

#### Internet
2016 begann die Deutsche Glasfaser eine Nachfragebündelung mit Unterstützung der Bürgerinitiative Glasfaser Stammtisch Uedem. Es soll in den Bereichen von Uedem-Ost, Keppeln und Uedemerbruch 2017 mit der Erschließung der Haushalte mit Glasfaser, so genanntes FTTH, begonnen werden.

## Militär
- Die Luftverteidigungs-Anlage Uedem auf dem Paulsberg ist Standort des Combined Air Operations Centre (CAOC) Uedem (vormals CAOC 2), eines NATO-Gefechtsstands zur Führung von Luftstreitkräften sowie des Weltraumlagezentrums und des Weltraumkommandos der Bundeswehr. Zuvor war es bereits Standort der Vorgängereinrichtung, dem Air and Space Operations Centre.[26] Im Oktober 2003 richtete die Luftwaffe dort das Nationale Lage- und Führungszentrum für Sicherheit im Luftraum ein, das den deutschen Luftraum gegen terroristische Gefahren schützen soll.
- Bis zur Schließung im Jahre 1992 betrieb die NATO auf dem Rotherberg eine Relaisstelle für das Troposcatterfunksystem ACE High.[27]

## Persönlichkeiten
- Frederik Winter (1712–1760), Mediziner
- John Janssen (1835–1913), römisch-katholischer Theologe und erster Bischof von Belleville, Illinois, USA
- Josef Klövekorn (1882–1978), Hochschullehrer für Musik und Begründer der Pädagogischen Akademie Bonn
- Gerhard Aymans (* 1931 in Keppeln; † 8. Mai 1996 in Bonn), Professor für Wirtschaftsgeographie an der Universität Bonn
- Werner van Briel (* 1938 in Kleve), langjähriger Bürgermeister (1979–2004) und Leiter der Geschwister-Devries-Grundschule, seit 2004 Ehrenbürger der Gemeinde Uedem
- Gerd Mölders (* 1942 in Keppeln), Teilnehmer der Olympischen Spiele von Mexiko-Stadt 1968 als Mittelstreckenläufer
- Ingrid Stampa (* 1950), Musikprofessorin und Haushälterin von Joseph Ratzinger, nach dessen Papstwahl Vatikan-Mitarbeiterin
- Klaus Martens (* 1954), Journalist, Filmemacher und Buchautor
- Hermann Gröhe (* 1961), Politiker der CDU, Staatsminister im Bundeskanzleramt 2008–2009, 2009–2013 Generalsekretär der Bundes-CDU und 2013–2018 Bundesgesundheitsminister
- Andreas Wessels (* 1964), Torwart beim VFL Bochum und Fortuna Köln
- Raimund Ostendorp (* 1968), seit 1991 Inhaber und Koch des „Profi-Grills“
- Steffi Neu (* 1971), Journalistin und Moderatorin